# Thongbanh Sengaphone
Thongbanh Sengaphone (2 mai 1953-17 mai 2014) est un homme politique laotien et un membre du parti révolutionnaire populaire lao. 

## Biographie
Il a été ministre de la Sécurité publique du 27 mars 2001 au 17 mai 2014 et a simultanément occupé des sièges au Comité central du parti révolutionnaire populaire lao (nommé au 7ème congrès du parti révolutionnaire populaire lao) et au secrétariat (nommé au 8ème Congrès du Parti).
Le 17 mai 2014, Thongbanh Sengaphone meurt lorsque l'avion dans lequel il voyageait s'est écrasé dans le nord du Laos. Thongbanh Sengaphone se rendait dans la province de Xieng khoang pour assister à une cérémonie célébrant le 55e anniversaire de la deuxième division de l'armée populaire lao.